# 마틴 휴잇
마틴 휴잇(Martin Hewitt, 1958년 2월 19일 ~ )은 미국의 배우이다. 가장 잘 알려진 작품으로는 프란코 체피렐리 감독의 〈엔들리스 러브〉(1981년)가 있다.

## 어린 시절
마틴 휴잇은 1958년 2월 19일 캘리포니아주 새너제이에서 태어났다. 그는 피터 하더와 헤더 휴잇의 여섯 자녀 중 둘째로 태어나다. 피터 휴잇은 의료 장비 제조 회사의 은퇴한 소유자였다. 휴잇은 유년기를 캘리포니아, 영국, 벨기에와 미시간주에서 보냈다.
휴잇은 클레이몬트 고등학교에 다녔다. 휴잇은 14세 때 처음으로 〈왕과 나〉를 학교에서 제작하면서 연기를 시작했다. 그는 연극계로 투신하기 전에 커뮤니티 칼리지에서 비즈니스를 공부했다. 극장 예술에서 AA 등급을 받은 후에, 휴잇은 패서디나에 있는 아메리칸 아카데미 오브 드라마틱 아츠(American Academy of Dramatic Arts)에서 공부를 하게 된다.

## 경력

### 엔들리스 러브
캘리포니아주 패서디나에 있는 아메리칸 아카데미 오브 드라마틱 아츠(American Academy of Dramatic Arts)에 재학 중에 바텐더와 주차 대리인으로 일하면서 휴잇은 프랑코 제피렐리 감독의 영화에 대한 공개 광고를 보았다. 이때 톰 크루즈와 티머시 허턴을 포함하여 5,000명의 배우들이 모였다. 휴잇은 원래 세익스피어 작품을 구상하고 있었지만, 갑자기 프랑코 제피렐리의 금지된 십대 로맨스 영화 〈엔들리스 러브〉(1981년)에서 브룩 쉴즈의 상대역이 되었다. 휴잇에 따르면, “어떤 사람들은 실제로 내가 주차장에서 발견되었다”고 썼다.
“물론, 제 머리는 미친 듯이 부풀어 올랐습니다”라고 그는 말했다. “아버지 같은 프랑코는 자부심에 불을 지폈습니다.” “그녀는 저를 친구처럼 대해 줬어요”라고 그는 상대 배우 브룩 쉴즈를 높게 평가했다. 뉴욕에서 영화를 찍는 동안, 브룩 쉴즈는 말을 타고 휴잇에게 들러서 뉴저지에서 주말을 보내도록 초대했으며, 그곳에서 그들은 보드 게임을 하고 놀았다.